# Hans Zeiger
Hans Andreas Zeiger, né le 20 février 1985, à Puyallup, est un écrivain rendu célèbre par la presse américaine pour ses prises de position relatives à Boy Scouts of America.
En plus de ses activités d'écriture, actuellement dirigée sur l'histoire de la Puyallup Valley, il mène des campagnes politiques en vue d'un siège à la législature de l'État de Washington.

## Éducation
Après avoir été diplômé de la Puyallup High School en 2003, Zeiger obtient un Bachelor's of arts en 2007, puis un Master de Politique Publique en 2009.

## Carrière
Zeiger est membre de l'American Civil Rights Union, une organisation à but non lucratif qui fait la promotion de la Constitution américaine. Dans le cadre de la rédaction d'articles pour cette organisation, le nom de Zeiger a commencé à apparaitre dans de grands journaux comme le Seattle Times, San Francisco Chronicle, Philadelphia Inquirer, ou encore le Baltimore Sun.
En parallèle, il rédige deux ouvrages consacrés aux Boy Scouts of America en 2005 et 2006.

## Actions politiques
Zeiger a été membre de la Chambre des représentants de l'État de Washington de 2011 à 2017.